# 近藤章
近藤 章（こんどう あきら、1945年2月2日 - ）は、日本の経営者、銀行家。株式会社国際協力銀行代表取締役総裁（2016年 - 2018年）。

## 来歴
- 1945年2月2日 愛知県名古屋市生まれ[1]。
- 1963年 東京教育大学附属駒場高等学校卒業
- 1967年 東京大学法学部卒業、株式会社住友銀行入行
- 1981年 同 国際企画部次長
- 1983年 国際金融情報センター 情報管理部長
- 1987年 住友銀行キャピタル・マーケット副社長
- 1989年 同 社長
- 1994年 住友銀行取締役ニューヨーク支店長
- 1998年 住友銀行常務取締役
- 1999年
  - 住友銀行を退社
  - 大和証券SBキャピタル・マーケッツ副社長
- 2000年 ソニー株式会社執行役員専務
- 2001年 同 執行役員専務兼 CAO
- 2002年 同 執行役員専務兼経理・財務担当役員
- 2003年 同 執行役員専務兼グループ CIO
- 2004年 AIGイースト・アジア・ホールディングス・マネジメント株式会社副会長
- 2009年 富士火災海上保険株式会社取締役兼代表執行役社長兼CEO
- 2010年 同 取締役兼代表執行役会長兼CEO
- 2011年 チャーティス・ファー・イースト・ホールディングス株式会社（現：AIGジャパン・ホールディングス株式会社）副会長
- 2012年4月 株式会社国際協力銀行 取締役
- 2014年6月 カルビー株式会社 社外監査役
- 2016年6月 株式会社国際協力銀行 代表取締役総裁
- 2018年
  - 7月
    - 株式会社レーサム特別顧問
    - 株式会社ディーカレット特別顧問

  - 11月 アルゴ・ホールディングス株式会社社外取締役
  - 12月 株式会社スシロー（現：Food & Life Companies）取締役（現任）
- 2019年7月 株式会社Right Now取締役
- 2020年6月
  - Power One株式会社監査役
  - 株式会社ボナックExecutive Advisor
- 2021年10月
  - IAパートナーズ株式会社 エグゼクティブ・アドバイザー（現任）
  - アルゴ・ホールディングス株式会社顧問
- 2023年2月
  - 日本投資会社取締役（現任）
  - Global IR, Inc, Executive Advisor就任（現任）

## 人物
- 邦銀マンとしては珍しく、銀行員生活の過半を海外で過ごした。海外生活の期間は累計で17年間に及ぶ。1987年に住友銀行が、デリバティブ（金融派生商品）専門銀行、住友銀行キャピタル・マーケット（SBCM）を米国に設立した時には副社長に就任（後に社長）。同社を有数のデリバティブハウスに育て上げた[2]。
- 住友銀行ではニューヨーク勤務が長く、1986年の米ゴールドマン・サックスへの出資で主導的な役割を演じた[3]。
- 大学時代から「新古今和歌集」を好み、住友銀行入行面接の折、面接官だった時の頭取、堀田庄三に向かって、「川田順がいた住友で働きたいから」との志望理由を披歴したエピソードがある（川田順は、戦前の住友本社常務理事を務めた、佐佐木信綱門下の歌人）。近藤は「短歌と銀行員の二足の草鞋を履きたい」と半ば本気で思い、入行後もしばらく短歌づくりに励んだ[2]。
- 東京教育大学（現筑波大学）附属駒場中学校・高校、東大と進学。日銀の黒田東彦総裁や自民党の細田博之総務会長は中学から大学までの同級生[1]。
- 訳書に「ウォール街語-金融・証券を理解するためのキーワード」（東洋経済新報社、1991/12）がある。また、著書に、「国際交渉-異文化の衝撃と対応」の第8章（黒田東彦（編著）、研究社出版 1996/03）がある。